# Tungnaá

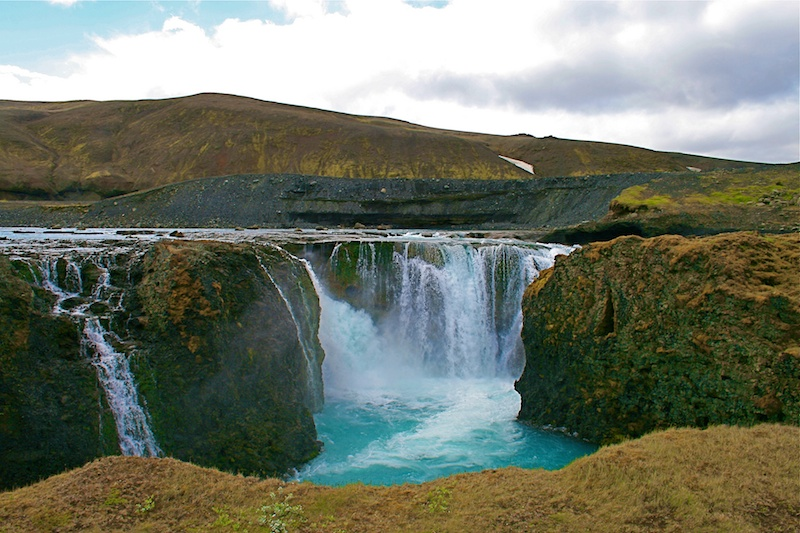
Sigöldufoss, prop de la central hidroelèctrica de Sigalda, en el curs original del Tungnaá

El Tungnaá és un riu del sud d'Islàndia. Ha estat emprat per a produir electricitat al seu pas per les centrals hidroelèctriques de Vatnsfell, Sigalda, Hrauneyjafoss i Sultartangi.